# Antananarivo-Atsimondrano
Antananarivo-Atsimondrano is een district van Madagaskar in de regio Analamanga. Het district telt 554.478 inwoners (2011) en heeft een oppervlakte van 369 km², verdeeld over 17 gemeentes. 